# State of Mind
„State of Mind“ (на български: Състояние на духа) е песен на шотландския певец и поет Фиш. Издадена е през 1989 година, като първи негов солов сингъл след напускането му на прогресив рок групата Мерилиън. Записът предшества издаването и на първия солов дългосвирещ албум – Vigil in a Wilderness of Mirrors (1990), където „State of Mind“ е третата песен. Това е и първият въобще запис на Фиш извън Мерилиън, освен сътрудничеството му с Тони Банкс от Дженезис през 1986 година, при записването на композицията – Shortcut to Somewhere.
„State of Mind“ е разработена като рок песен в бавно до средно темпо със засилено присъствие на бас китарата и перкусиите. Усещат се влияния на келтски фолклорни елементи. В текста на песента се изразява общо политическо недоволство от последните години на управлението на Маргарет Тачър. В музикално и лирическо отношение, а и като цялостно настроение, произведението е най-близко до композицията на Мерилиън – „Sugar Mice“ от албума им „Clutching at Straws“ (1987).
Песента „The Voyeur“, включена като „Б“ страна на сингъла, е по-твърда музикално, въпреки че е базирана на клавишните инструменти. Текстът е критика към телевизионния воайоризъм.
Фиш и клавириста Мики Симъндс са авторите и на двете песни, като в „State Of Mind“ участие при написването взема и китаристът Хал Линдъс. Обложката за изданието е работа на Марк Уилкинсън – автор на обложките за всички албуми на Мерилиън от ерата на Фиш.
„State Of Mind“ влиза в класацията на Обединеното кралство за сингли – „UK top 40“, където се задържа в продължение на три седмици.

## Музиканти
- Дерек Уилям Дик – Фиш – вокали
- Франк Ушър – китари
- Мики Симъндс – пиано
- Джон Гиблин – бас
- Хал Линдъс – китари
- Джон Кийбли – барабани
- Луис Джардим – перкусии
- Керъл Кениън – беквокал